# Даниел Карвальо
Даниел Карвальо е бразилски футболист, полузащитник. Най-известен с играта си за руския ЦСКА Москва между 2004 и 2009 г. Има 4 мача и 2 гола за бразилския национален отбор. Носител на Купата на УЕФА с ЦСКА Москва през 2005 г.

## Кариера
Започва кариерата си в Интернационал през 2001 г. През 2003 г. участва на Световното първенство за младежи и става най-добър играч на турнира. През 2004 г. преминава в ЦСКА Москва за 3 милиона паунда. В първия си сезон обаче Карвальо получава травма и пропуска голяма част от мачовете. Той успява да се утвърди като водещ футболист през 2005 г. и повежда армейците към триумф в Купата на УЕФА. На финала на турнира бразилецът записва 3 асистенции, а ЦСКА Москва побеждава Спортинг Лисабон с 3:1. След като са завоювани и шампионата, и Купата на Русия, Карвальо обявен за футболист на годината в Русия. Той става първият чужденец, печелил тази награда.
През 2006 г. Карвальо отново печели титлата и купата на страната. Плеймейкърът получава изкушаващи оферти от тимове като Валенсия, Атлетико Мадрид и Интер. Той дори е считан за сигурно ново попълнение на италианците, но решава да преподпише с ЦСКА. Същата година Карвальо дебютира за националния отбор на Бразилия. С екипа на „Селесао“ записва 4 срещи и отбелязва две попадения.
През сезон 2007 Карвальо получава тежка травма и не играе почти целия сезон. Когато се връща в строя през 2008 г., футболистът е набрал излишни килограми и е далеч от най-добрата си форма. През юли 2008 играе половин година под наем в Интернасионал. Престоят му там обаче не е успешен. В началото на 2009 се завръща при „армейците“, но неговото място е заето от Алан Дзагоев, който става новата звезда на отбора. Ролята на Карвальо в тима става второстепенна.
На 4 януари 2010 г. халфът подписва с катарския отбор Ал Араби. След като вкарва 3 гола в 10 мача, Карвальо се завръща в родината си с екипа на Атлетико Минейро. Треньорът на Атлетико разчита на Карвальо и през сезона Даниел записва 12 мача и 2 гола. 2011 е силна година за Карвальо, като той получава оферти от Русия, но в крайна сметка подписва с Палмейрас. След като „Палестра Италия“ изпада в Серия Б, Карвальо преминава в новака в Бразилейро Крисиума.
Карвальо се задържа в Крисиума само няколко месеца и разтрогва през октомври 2013 г. След това играе известно време футзал в тима на Пелотас. През април 2015 г. се завръща в професионалния футбол, подписвайки за 1 година с Ботафого. Карвальо е с основен принос за завръщането на Ботафого в Серия А през 2015 г., като вкарва 2 гола и записва 9 асистенции през сезона.

## Статистика в ЦСКА Москва
| Състезание         | Мачове | Голове | ЖК | ЧК |
| ------------------ | ------ | ------ | -- | -- |
| Руска Премиер Лига | 73     | 9      | 11 | 1  |
| Купа на Русия      | 17     | 6      | 0  | 0  |
| Суперкупа на Русия | 3      | 1      | 0  | 0  |
| Евротурнири        | 29     | 10     | 5  | 0  |
| Общо               | 122    | 26     | 16 | 1  |